# Lukas Engel
Lukas Ahlefeld Engel (Amager, 14 dicembre 1998) è un calciatore danese, centrocampista dell'FC Cincinnati in prestito dal Middlesbrough.

## Caratteristiche tecniche
È un esterno sinistro.

## Carriera
Cresciuto nel settore giovanile del Fremad Amager, debutta in prima squadra il 30 agosto 2011 in occasione dell'incontro di 1. Division perso 2-0 contro il Vendsyssel.
Nel gennaio del 2021 si trasferisce al Vejle, nella prima divisione danese; successivamente gioca anche nella seconda divisione inglese con il Middlesbrough.

## Statistiche
Statistiche aggiornate al 12 settembre 2021.

### Presenze e reti nei club
| Stagione        | Squadra         | Campionato      | Campionato | Campionato | Coppe nazionali | Coppe nazionali | Coppe nazionali | Coppe continentali | Coppe continentali | Coppe continentali | Altre coppe | Altre coppe | Altre coppe | Totale | Totale | Totale |
| Stagione        | Squadra         | Comp            | Pres       | Reti       | Comp            | Pres            | Reti            | Comp               | Pres               | Reti               | Comp        | Pres        | Reti        | Pres   | Reti   |        |
| --------------- | --------------- | --------------- | ---------- | ---------- | --------------- | --------------- | --------------- | ------------------ | ------------------ | ------------------ | ----------- | ----------- | ----------- | ------ | ------ | ------ |
| 2017-2018       | Fremad Amager   | 1D              | 11         | 0          | CD              | 0               | 0               |                    | -                  | -                  |             | -           | -           | 11     | 0      |        |
| 2018-2019       | Fremad Amager   | 1D              | 32         | 9          | CD              | 0               | 0               |                    | -                  | -                  |             | -           | -           | 32     | 9      |        |
| 2019-2020       | Fremad Amager   | 1D              | 30         | 5          | CD              | 0               | 0               |                    | -                  | -                  |             | -           | -           | 30     | 5      |        |
| 2020-gen. 2021  | Fremad Amager   | 1D              | 16         | 4          | CD              | 1               | 0               |                    | -                  | -                  |             | -           | -           | 17     | 4      |        |
| gen.-giu. 2021  | Vejle           | SL              | 17         | 2          | CD              | 1               | 1               |                    | -                  | -                  |             | -           | -           | 18     | 3      |        |
| 2021-2022       | Vejle           | SL              | 8          | 0          | CD              | 0               | 0               |                    | -                  | -                  |             | -           | -           | 8      | 0      |        |
| Totale carriera | Totale carriera | Totale carriera | 114        | 20         |                 | 2               | 1               |                    | -                  | -                  |             | -           | -           | 116    | 21     |        |